# Brachytheciastrum trachypodium
Brachytheciastrum trachypodium là một loài Rêu trong họ Brachytheciaceae. Loài này được (Funck ex Brid.) Ignatov & Huttunen mô tả khoa học đầu tiên năm 2002.